# Зниклий безвісти (роман)
«Зниклий безвісти» (нім. Der Verschollene) — перший незакінчений роман Франца Кафки, що був опублікований Максом Бродом у 1927 році вже після смерті письменника під назвою «Америка».

## Історія
Франц Кафка описував «Зниклого безвісти» як імітацію роману Чарльза Діккенса «Девід Коперфілд». «Я хотів написати ще краще», — вказав у щоденнику Кафка.
У своїх творах празький письменник уникає емоційності, проте у цьому романі вона недоречна та перебільшена, усі жести вирізняються надмірністю, «Зниклого безвісти» Кафка писав як критику сентиментальності, що була притаманна німецьким експресіоністам.

## Сюжет
17-річного Карла Россмана (Karl Roßmann) батьки відіслали в Америку, через скандал, спричинений тим, що служанка Россманів «спокусила» Карла і народила від нього дитину. Він прибуває на пароплаві в порт Нью-Йорка, і знаходить спільну мову з кочегаром, який незадоволений умовами роботи на кораблі. Карл разом з кочегаром йде до капітана судна і там несподівано зустрічає сенатора Якоба, свого дядька, про якого майже нічого не знав. Дядько забрав племінника до себе.
Якоб, крім того, що був сенатором, мав свій бізнес, зв'язаний із логістикою, тому дарує Карлу життя в багатстві, але натомість вимагає суворо виконувати його настанови. Карл інтенсивно вивчає англійську мову, вчиться гри на фортепіано, їзди верхи, а також потрохи ознайомлюється з бізнесом дядька. Якоб дуже задоволений Карлом і знайомить його зі своїми бізнес-партнерами, паном Гріном та паном Полундером. Останній запрошує юнака до себе в гості, де знайомить його зі своєю дочкою Карлою. Дядько не в захваті від цього, але не забороняє Карлові візит.
Згодом він ще раз відвідує Полундера. Там він зустрічає пана Гріна. Після того, як Карл краще знайомиться із Карлою, в них відбувається сутичка, в якій сильніша і спортивніша Карла б'є його. Юнак дедалі більше усвідомлює, що пішов проти волі дядька, і вирішує піти, проте пан Грін не дає йому це зробити, мотивуючи це тим, що він має передати йому лист від дядька рівно опівночі. Після довгих годин чекання він отримує лист, в якому дядько відрікається від нього, адже він, людина із залізними принципами, не може вибачити йому непослух. Карл іде із дому Полундера знову вільним юнаком-емігрантом.
У мотелі, в якому він ночував після того, як пішов шукати роботу, Карл зустрічає Деламарче та Робінзона, таких же емігрантів, як і він. Вони, шляхом обману, продають його найдорожчі речі, забирають гроші собі. У пошуках роботи вони разом проходять частину шляху разом. Одного вечора супутники примушують Карла купити їм їжу з готелю Occidental, у (неіснуючому в Америцї) місті Рамзес. Там головна кухарка проявляє велику турботу до Карла і пропонує йому житло та роботу. Карл повертається до своїх приятелів, щоб розповісити їм про пропозіцію кухарки, але опісля дуже злиться, бо Деламарче та Робінзон нишпорили в його валізі, і тепер зникло фото його батьків. Тож він приймає пропозицію головної кухарки і відокремлюється від своїх супутників.
У готелі Карл стає хлопцем-ліфтером. Він легко опановує нову роботу, знайомлячись із ієрархією готельного життя. Юнак стає улюбленцем кухарки, котра його підтримує, і знайомиться з їх помічницею — дівчиною Терезою, яка стає його кращим другом, рівним співрозмовником; Тереза розповідає йому про страшну смерть своєї матері на будівництві. Карл живе у великому і неспокійному гуртожитку разом із такими ж хлопцями-ліфтерами. Вони часто підставляють один одного, залишають своє робоче місце без дозволу, та бешкетують у гуртожитку.
Раптом Робінзон, після тривалої відсутності, з'являється в готелі Карла і пропонує йому приєднатися до нього і Деламарша знову. Карл рішуче відмовляється, і зауважує, що Робінзон напідпитку. Йому раптом стає зле прямо в готелі. Карл хоче десь покласти його і кладе на своє ліжко в гуртожитку. Головний офіціант та швейцар готелю, з якими в Карла не склались стосунки, помічають, що він покинув свій ліфт, і доповідають про це директору. Юнака викликають до директора, де офіціант із швейцаром звинувачують його в усіх надуманих гріхах. Навіть заступництво головної кухарки та Терези не допомагає Карлові, тож його звільняють. Разом із Робінзоном вони покидають готель.
Робінзон змушує Карла прийти з ним до багатоповерхівки, де він живе разом із Деламарше та надмірно гладкою владною співачкою Брунельдою в абсолютно переповненій кімнаті. Карл повинен там працювати слугою, від чого він категорично відмовляється, адже його тримають фактично в рабстві, змушуючи робити ненависну роботу. Коли він намагається втекти, його ловлять та жорстоко б'ють і він мусить залишитися. На балконі, де його закривають на знак покарання, Карл знайомиться зі студентом із сусідньої квартири, який часто вчиться вночі. Звідти він бачить пишну агітацію кандидата в депутати від цього району. Карл мріє про втечу і працю бухгалтером.
На цьому розділ обривається. Далі йдуть фрагменти, які можна знайти в нарисі Кафки в їх останньому впізнаваному стані. Вони також стосуються життя Карла зі співачкою. Є безформні сцени: із миттям незграбної Брунельди, та з готуванням для неї їжі. Фрагмент «Виїзд Брунельди» показує Карла наодинці зі співачкою, яку він везе містом на колясці під кришкою до закладу № 25, найімовірніше до бару.
Опісля йде останній розділ, де Карл дізнається з вивіски про цирк «Великого театру Оклахоми», який набирає робітників на місцевому іподромі; юнак їде туди. На іподромі жінки в костюмах ангела вітають прибулих трубами. Потім їх класифікують за їхніми навичками та професіями. Карл відшукує кімнату, в якій реєструють робітників. Чоловік, який реєструє робітників, кілька разів акцентує увагу на тому, що Карл має повну середню європейську освіту. Його беруть до театру. Дорогою назад юнак зустрічає хлопця, котрий працював разом із ним ліфтером. Потяг із цирком рушає і все закінчується тим, що автор описує рух потягу через гірський масив.

## Критика
Марк Сівер бачить у романі зразки чорного гумору та тонкої іронії. Як приклад безглуздості, він наводить діалог Карла Росмана і студента про каву. Вони говорять о третій ночі. Головний герой втомлений, він у серйозному скрутному становищі, проте витрачає час на те, щоб вислухати слова студента про те, що спати він буде вже після навчання, а зараз його рятує лише кава. Сівер порівнює цю розмову і наївну поведінку Росмана у творі загалом зі стилістикою фільмів Чарлі Чапліна. На думку дослідника, Кафка використовує гумор для того, щоб підсилити абсурдність та жах світу, який він описує.
Драгош Каліч розглядає «Зниклого безвісти» як передбачення та критику впливу Америки на решту світу.
Для Германа Гессе «Зниклий безвісти», «Процес», «Замок» розповідають однакову історію про самотність. Проте «Зниклого безвісти» Гессе вважає найоптимістичнішим твором Кафки: «Молодість і наївність, доброта і привабливість юнака, що потрапив у біду і вимушений сам пробиватися в Америці, чинить усе в цьому романі радіснішим, жвавішим, ніж у будь-якому іншому творі Кафки».

## Українські видання
- «Зниклий безвісти: Америка». Переклад Юрка Прохаська. (Київ: Критика, 2009).
- Кафка Ф. Зниклий безвісти / Ф. Кафка // Твори: оповідання, романи, листи, щоденники. — Київ: А-БА-БА-ГА-ЛА-МА-ГА, 2012.